# Nueva Zelanda en los Juegos Olímpicos de Helsinki 1952
Nueva Zelanda estuvo representada en los Juegos Olímpicos de Helsinki 1952 por un total de 14 deportistas que compitieron en 5 deportes.  
El portador de la bandera en la ceremonia de apertura fue el halterófilo Harold Cleghorn.

## Medallistas
El equipo olímpico neozelandés obtuvo las siguientes medallas:
| Nombre          | Deporte   | Competición         |
| --------------- | --------- | ------------------- |
| Oro             |           |                     |
| Yvette Williams | Atletismo | Salto de longitud F |
| Plata           |           |                     |
| —               |           |                     |
| Bronce          |           |                     |
| John Holland    | Atletismo | 400 m M             |
| Jean Stewart    | Natación  | 100 m espalda F     |